# Hormigón asfáltico

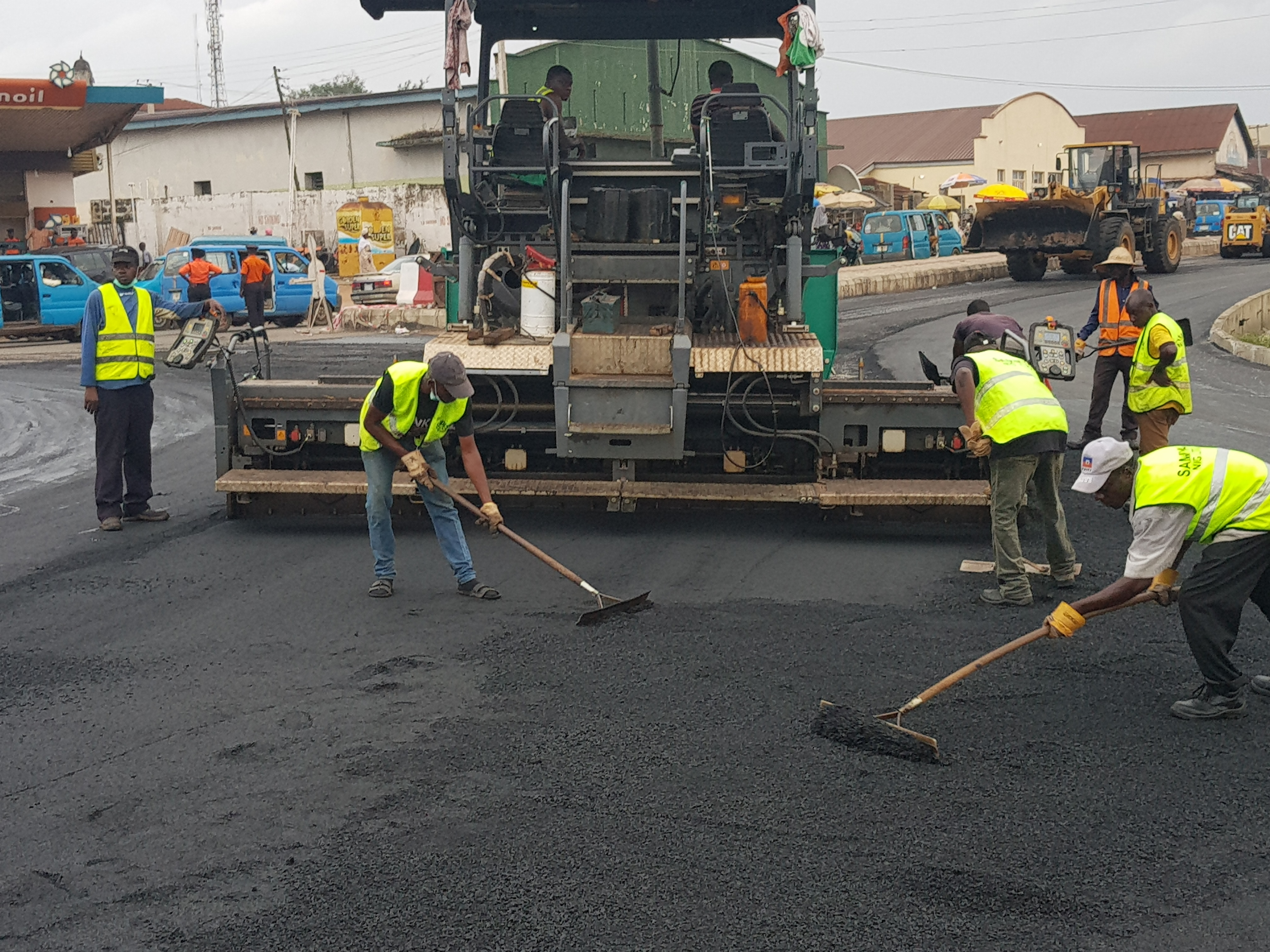
Trabajadores esparciendo la mezcla asfáltica en las obras de pavimentación de carreteras.

Hormigón asfáltico (también conocido como hormigón bituminoso, mezcla asfáltica, concreto bituminoso o agregado asfáltico) es un material compuesto de materiales bituminosos comúnmente utilizado para pavimentar carreteras, aparcamientos, aeropuertos y el núcleo de las presas. Está compuesto por áridos, como piedra triturada y arena, y relleno mezclado con asfalto de petróleo. En la construcción de pavimentos, se utiliza no solo para la capa base y la capa superficial que componen la capa superior, sino también para la capa superior de la calzada, y se coloca plano y compactado con rodillos.
Debido a sus propiedades es el material más común en los proyectos de construcción para superficies de carreteras, aeropuertos y aparcamientos. Debido a sus buenas propiedades como impermeabilizante también se usa en el núcleo de ciertas presas como impermeabilizante.

## Descripción

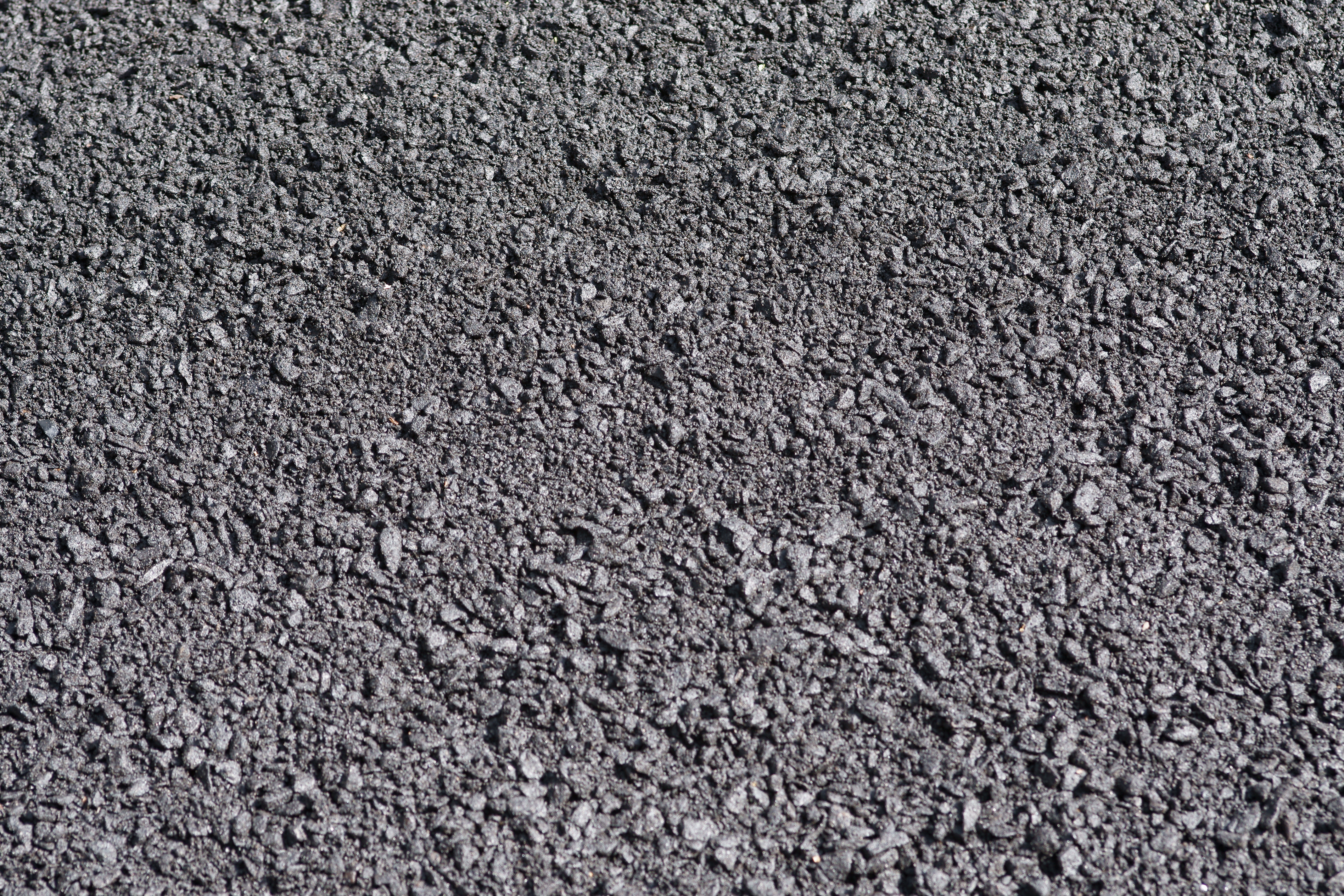
Hormigón asfáltico.

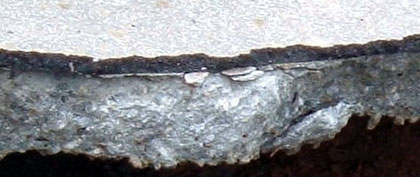
Vista de una sección transversal de la superficie de bituminoso. Como en muchas carreteras antiguas la capa de hormigón de cemento se suavizaba encima con una capa de mezcla bituminosa.

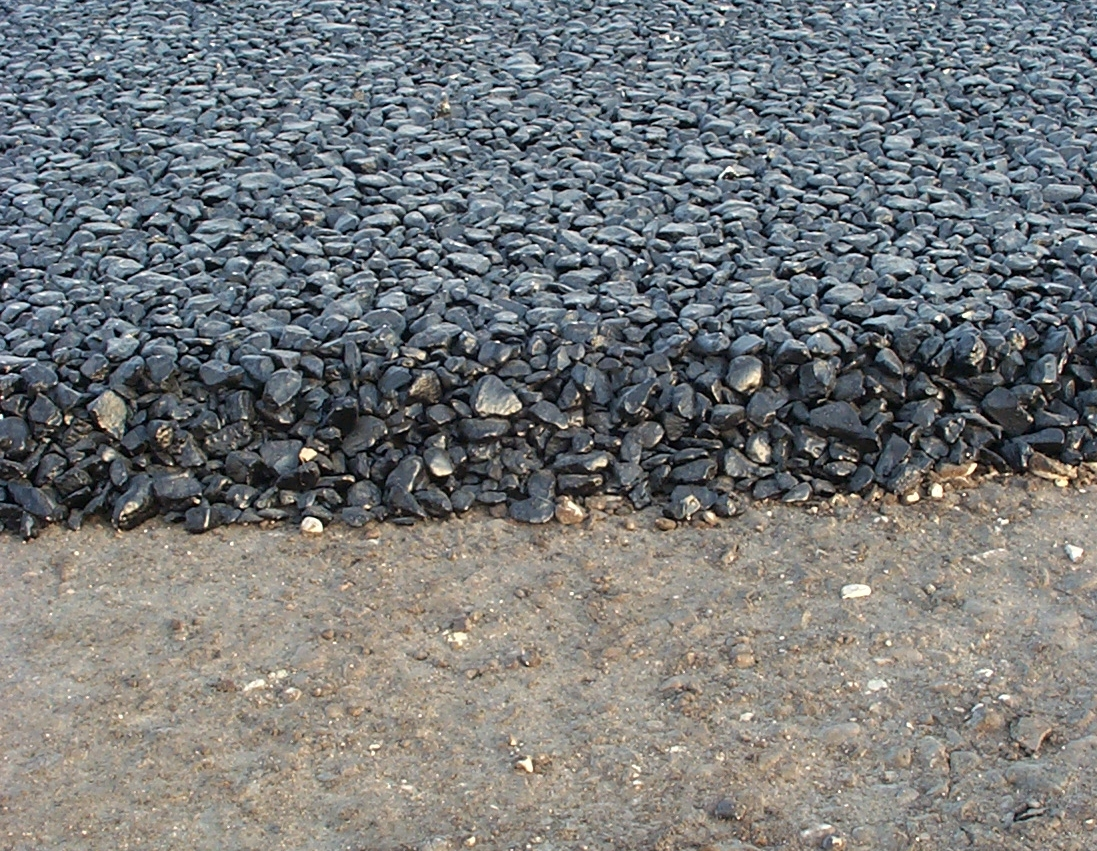
Una capa de hormigón asfáltico. En construcción de carreteras se usa una capa base de roca partida para incrementar la durabilidad de la superficie

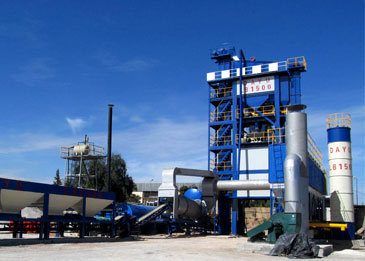
Imagen de la planta de asfalto para hacer asfalto.

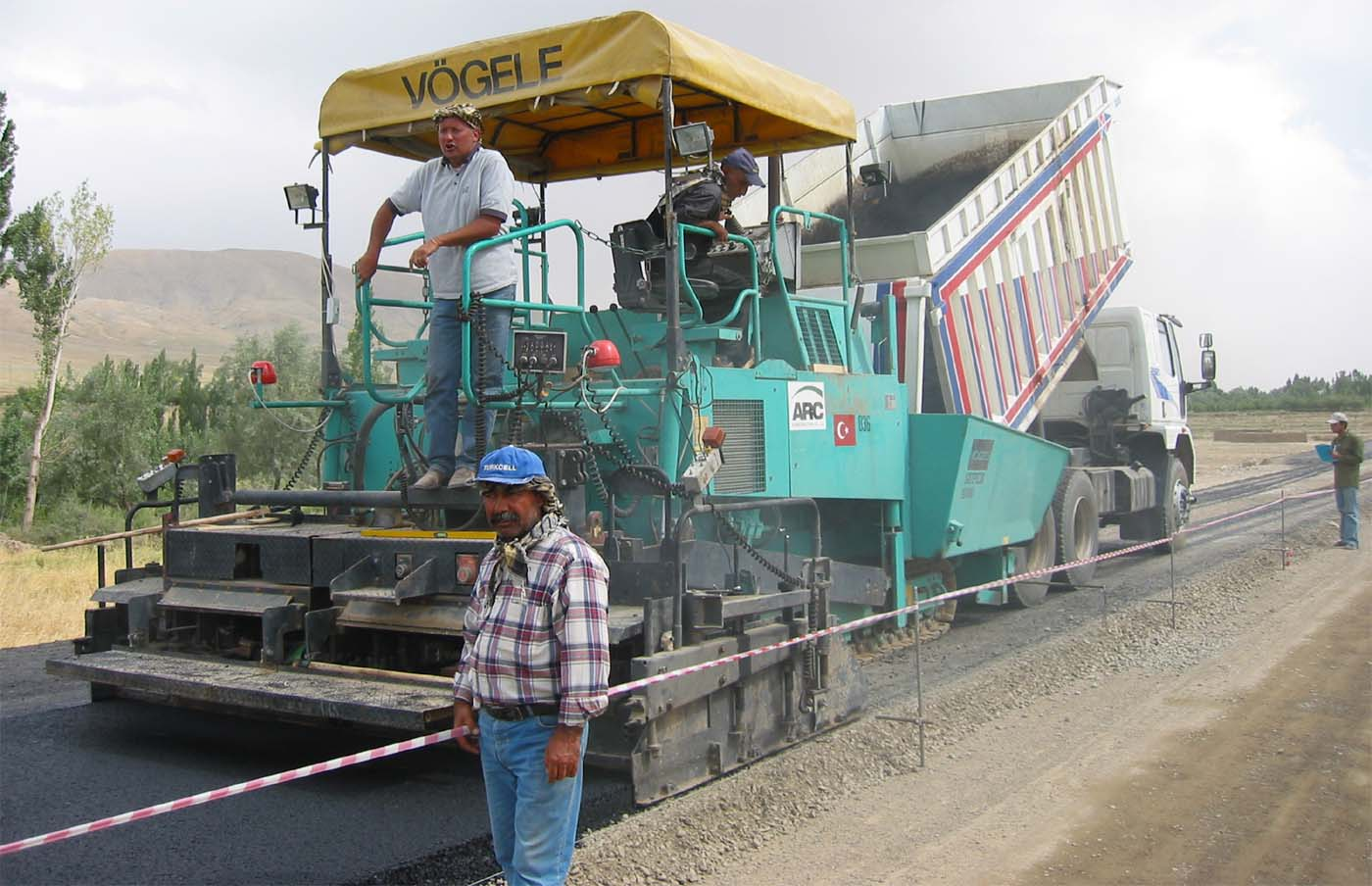
Máquina de asfaltado.

Consiste en materiales minerales (mezcla de varios tamaños de áridos y finos) y un agregado de asfalto que se mezclan juntos, se extienden en capas y se compactan.
Los términos "hormigón asfáltico", "cemento asfáltico bituminoso" y sus abreviaciones "AC" (del inglés asphalt concrete) son generalmente usados sólo en ingeniería y en documentos de construcción y literatura. El término más común es "asfalto", que además por defecto tiende a incluir a los pavimentos de hormigón de cemento aunque en realidad éstos no estén compuestos realmente de asfalto. La definición ingenieril de hormigón incluye cualquier material compuesto por un agregado cementado con un aglutinante, que puede ser cemento Portland, pero que en el caso que nos ocupa es asfalto. Informalmente el hormigón asfáltico es conocido en Norteamérica como "blacktop" (en referencia a su superficie negra).

## Propiedades requeridas
Las mezclas asfálticas tienen que cumplir los siguientes criterios para ser utilizables en superficies:
- Ser resistentes a las cargas del tráfico (tanto a la abrasión, al asentamiento vertical, así como al despegue por los neumáticos).
- Ser impermeable, ya que si el agua penetra por debajo de la superficie se filtrará al cimiento de la carretera, desestabilizándolo.
- Debe poderse trabajar con facilidad y su puesta en obra ser factible.

## Fórmulas de mezcla
Las mezclas asfálticas y agregados pueden realizarse de la siguiente forma:
Mezcla de hormigón en caliente
Son producidas por el calentamiento del aglutinante asfáltico, lo que disminuye su viscosidad, y permite mezclar el material con el agregado de áridos. La mezcla se realiza a 150 °C para el asfalto puro, y a 160 °C si el asfalto está modificado con polímeros. La extensión y el compactado tienen que realizarse mientras el material está caliente. En muchos países el asfaltado se restringe a los meses de calor porque en invierno la base compactada puede estar demasiado fría para realizar la operación. Es el material más empleado en carreteras, autopistas, aeropuertos y pistas de carreras.
Superpave
Abreviatura de superior "performing asphalt pavement", del inglés se traduciría como pavimento de altas prestaciones. Es un pavimento diseñado para proporcionar tiempos de vida útil más largos que los pavimentos habituales. Las claves son un sistema cuidadoso de selección de ingredientes y una gran calidad de los materiales y del control de obra.
Hormigón asfáltico templado
Se produce por la adición de zeolita, ceras o emulsiones asfálticas para realizar la mezcla. Esto permite bajar significativamente la temperatura de mezcla y extendido, y disminuir el consumo de combustibles fósiles, además de disminuir la emisión de dióxido de carbono, aerosoles y vapores. También permite reducir el tiempo de construcción y ciertos aditivos facilitan sus características en la puesta.
Hormigón asfáltico frío
Se aplica en pequeñas reparaciones con materiales capaces de alcanzar resistencia a temperatura ambiente.
Hormigón asfáltico cut-back
Se produce disolviendo el aglutinante en queroseno u otro líquido que disminuya la fricción de los componentes y permita la mezcla. Se usa para pequeñas reparaciones, cuando no resulta rentable usar maquinaria a gran escala y calentar mezclas. Debido al uso del queroseno es muy contaminante.
Hormigón asfáltico mástico o capa asfáltica
Se produce mediante el calentamiento del material y su oxidación en un mezclador, hasta que se licúa y se puede agregar el árido. El agregado debe reposar entre 6 y 8 horas para ser puesto. Una vez transportado a la obra, se vierte hasta realizar una capa fina de 2 a 3 centímetros, y también para impermeabilización de techos con una capa de 1 centímetro.
Hormigón asfáltico natural
Puede ser producido de rocas bituminosas, de lugares muy puntuales del mundo, donde la roca sedimentaria ha sido impregnada de betún natural.
Hormigón asfáltico de alto módulo
Tiene excelentes propiedades por su elevado alto módulo, 13 000 MPa aproximadamente el doble de las mezclas convencionales. Sólo se puede aplicar en la capa de base y reduce hasta en un 25% , dependiendo de la temperatura, el espesor de la capa base. Debido a su bajo índice de penetración 13/22 no se recomienda en climas fríos.

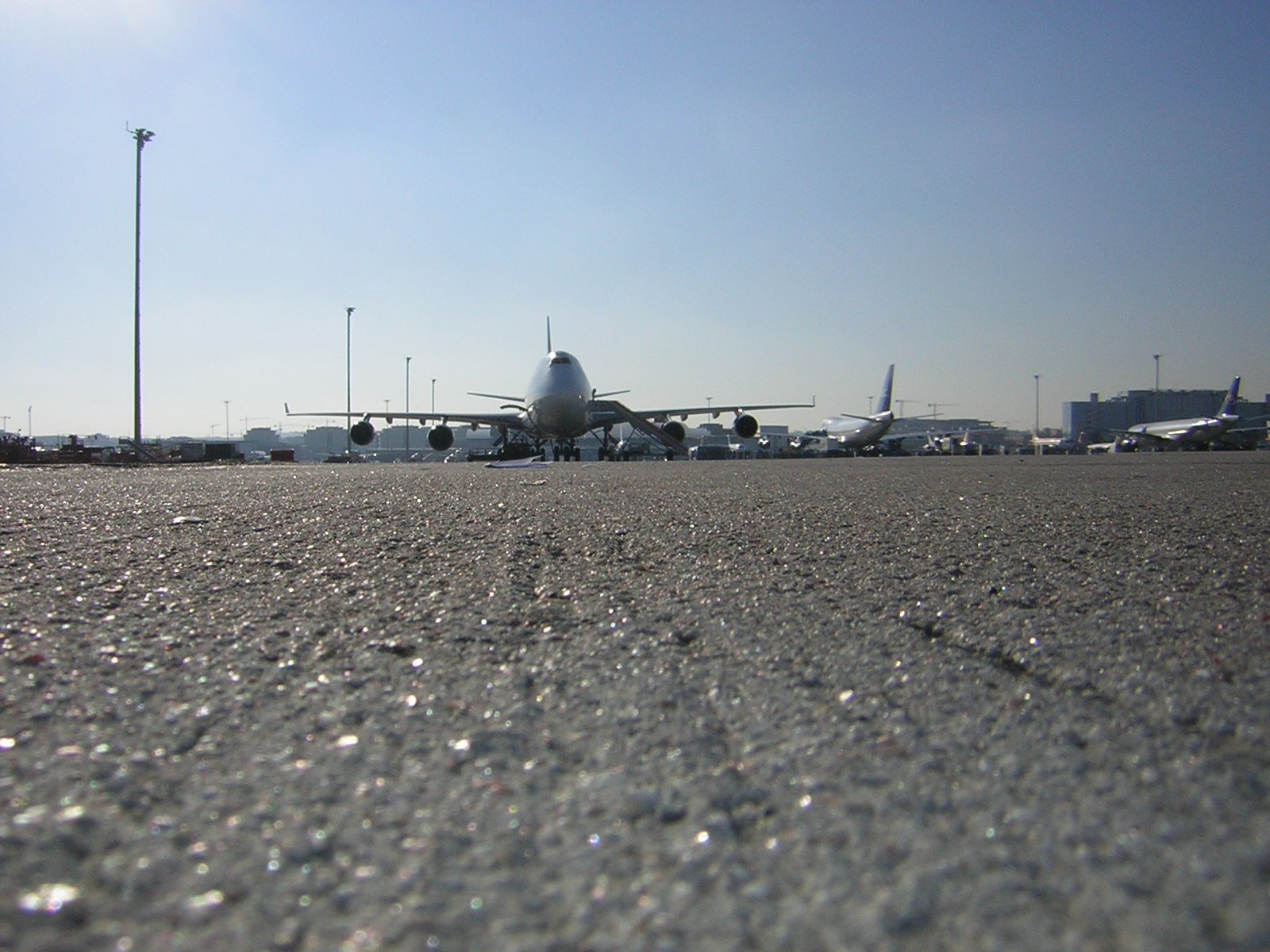
Una calle de rodaje del Aeropuerto de Barajas en Madrid, España

## Prestaciones características
El hormigón asfáltico tiene diferentes prestaciones en términos de durabilidad de superficie, soporte de neumático, eficiencia de frenado y disminución de ruido. Las características necesarias del asfalto se obtienen en función de la categoría de tráfico y el coeficiente de fricción deseado. En términos generales el hormigón asfáltico es menos ruidoso que el proveniente del cemento Portland. Los estudios de cinética y ruidos en superficies se remontan a los años 1970.

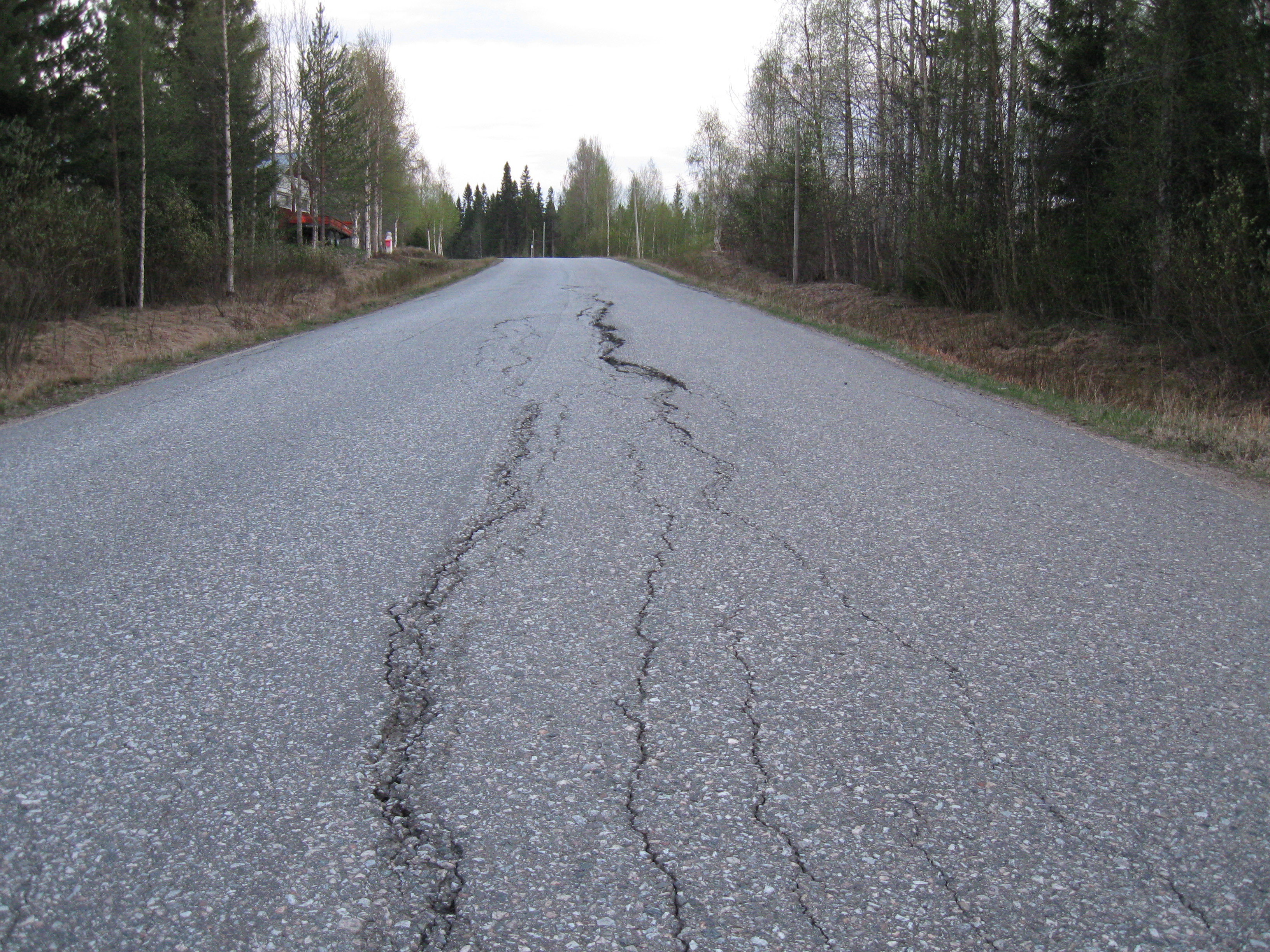
Asfalto dañado por efecto de una helada. Los países del norte de Europa realizan grandes gastos en el mantenimiento y reparación de vías por el efecto de las heladas.

## Degradación y restauración del hormigón asfáltico
El deterioro del asfalto puede incluir piel de cocodrilo, baches, roderas, desconchones y hundimientos. En climas fríos el agua superficial puede congelarse en las grietas y en los huecos del asfalto, presionando la superficie y rompiéndola. En los climas cálidos la mezcla puede calentarse, fluyendo y generando huellas de neumáticos (roderas) y baches.
Hay dos grupos de factores que pueden destrozar el asfalto:
Factores ambientales
Donde se incluye el calor, el frío, el agua y la radiación solar (incluyendo la ultravioleta) que degradan el material de forma mecánica o química.
Daño producido por el tráfico
El daño producido por el peso y el paso de autobuses y camiones, que genera fatiga en el material.
También puede haber accidentes puntuales por vertido de agentes químicos (especialmente aceites) o quemas encima del asfalto que lo alteran.

### Prevención y reparación de mezclas asfálticas
La vida de una carretera puede ser prolongada mediante un buen diseño y llevando a cabo buenas prácticas de mantenimiento y construcción. Durante el diseño los ingenieros miden el tráfico en la carretera, poniendo especial atención en el volumen y tipo de vehículos pesados (camiones, autobuses ...). Esto permite estimar la carga que soportará la carretera en el futuro. Tanto el pavimento como el grosor de la subbase están diseñados para soportar las cargas de ruedas. Algunas veces se usan para reforzar la subbase ciertos drenajes internos para liberar el agua que debilitaría las capas internas de la superficie.
Buenas prácticas de mantenimiento se centran en mantener el agua fuera del pavimento, la subbase y el terraplén. Manteniendo las cunetas limpias y los drenajes operativos se puede extender la vida de una carretera sin necesidad de un sobrecoste. Las pequeñas roturas por donde puede entrar el agua deberían ser reparadas con rapidez, para evitar que conlleven una rotura mayor que destroce la vía. Si el número de roturas se incrementa se requerirán reparaciones a mayor escala. En orden de menor a mayor coste, se incluyen parches de asfalto, capas de superficie superiores, reciclaje en el sitio o levantamiento y reconstrucción total.
Es mucho más barato mantener una carretera en buenas condiciones que tener que reconstruirla entera una vez que se haya deteriorado. Esta es la razón por la cual muchas agencias estatales estadounidenses prefieren gastar recursos en mantener las vías en buenas condiciones que reconstruir aquellas que estén en peores condiciones.